# Matsushimaea fertilis
Matsushimaea fertilis är en svampart som beskrevs av R.F. Castañeda, Guarro & Cano 1996. Matsushimaea fertilis ingår i släktet Matsushimaea, divisionen sporsäcksvampar och riket svampar.   Inga underarter finns listade i Catalogue of Life.